# 루슬란 페도텐코
루슬란 빅토로비치 페도텐코(우크라이나어: Русла́н Ві́кторович Федо́тенко, 1973년 11월 5일~)는 우크라이나의 은퇴한 아이스하키 선수로 포지션은 래프트윙이다. 내셔널 하키 리그(NHL)에서 활동한 대표적인 우크라이나 선수이며, 필라델피아 플라이어스, 탬파베이 라이트닝, 뉴욕 아일런더스, 피츠버그 펭귄스, 뉴욕 레인저스에서 활동했다. NHL에서 총 863경기를 뛰면서 우크라이나 출신 선수 중 가장 많은 NHL 경기를 소화한 선수가 되었으며, 2004년에 탬파베이 소속으로, 2009년에 피츠버그 소속으로 스탠리 컵 우승을 차지했다.
우크라이나 국가대표팀으로 국제 대회에 참가하였으며, 유일하게 출전한 주요 국제 대회는 2002년 동계 올림픽이다.